# Josef Jelínek (Fußballspieler)
Josef Jelínek (* 9. Januar 1941 in Prag; † 29. November 2024) war ein tschechoslowakischer Fußballspieler.
Jelínek spielte in seiner Jugend für ČAFC Praha, 1958 wechselte er zu Dukla Prag, mit dem er fünf Mal Tschechoslowakischer Meister und drei Mal Tschechoslowakischer Pokalsieger wurde. Von 1967 bis 1970 spielte Jelínek für VTŽ Chomutov, von 1970 bis 1972 für den holländischen Klub Go Ahead Eagles Deventer. Anschließend lief er für Bohemians Prag auf. Seine Karriere ließ Jelínek bei ČSAD Benešov und ČAFC Vinohrady ausklingen.

## Nationalmannschaft
Josef Jelínek machte zwischen 1961 und 1962 zehn Spiele für die Tschechoslowakei, er stand im Kader der Vizeweltmeistermannschaft 1962.

## Erfolge
- Tschechoslowakischer Meister 1961, 1962, 1963, 1964 und 1966
- Tschechoslowakischer Pokalsieger 1961, 1965 und 1966
- Vizeweltmeister 1962